# Benjamin Rawitz
Benjamin Rawitz-Castel (Haifa, 1946. április 24. – Brüsszel, 2006. augusztus 29.) izraeli születésű zongoraművész és tanár.

## Élete
Benjamin Rawitz Haifán született és nevelkedett. Hatévesen kezdett zenével foglalkozni és tízéves korában adta első nyilvános koncertjét. Tizennégy évesen lépett fel először szólistaként a Haifa Szimfonikus Zenekarral Sergiu Commissiona vezényletével.
A Donia Weizman Conservatoire of Music elvégzése után Tel-Avivban folytatta tanulmányait Vincze Ilona irányításával a Tel Aviv University Rubin Academy-n. Később a brüsszeli Royal Conservatory-ba került. Élete végéig Brüsszelben élt és dolgozott.
Tanárai voltak: Eduardo del Pueyo, Peter Feuchtwanger és Louis Hiltbrand.
Benjamin Rawitz 25 éven át dolgozott, mint korrepetitor a brüsszeli Koninklijk Konzervatóriumban Schiffer Ervin brácsaművész osztályában és állandó zongorakísérője volt a híres hegedűvirtuóz, Nathan Milstein mesterkurzusainak.
Több mint tíz éven át rendszeres vendégprofesszora volt Chapel Hill Kamarazenei Hétnek, University of North Carolina rendezésében.
Mint szólista, kamaraművész és tanár feltűnt a világ számos zenei fesztiválján. Rendszeresen koncertezett az Amerikai Egyesült Államokban, Japánban és Európa különböző városaiban.
Állandó kamarapartnere volt Máté János hegedűművésznek, valamint rendszeresen játszott Donald L. Oehler klarinétművésszel, Jonathan Bagg brácsaművésszel.
Tragikus hirtelenséggel hunyt el 2006 augusztusában, mikor otthonába hazatérve rablógyilkosság áldozatául esett.

## Lemezfelvételei
- From Schumann to Gershwin, violin music ()
- Saint-Saëns: Works for Cello and Piano ([halott link])

## Kitüntetései
- Albéniz-díj, Barcelona International Piano Competition
- Genf Beethoven Duo-competition, első díj
- Mozart-díj Zürich